# PPOI!
PPOI! (っぽい?) è una serie manga shōjo di Takako Yamakazi pubblicata nel 1991 su riviste dalla casa editrice Hakusensha.
È stata adattata in un dorama di 8 puntate della durata di 20 minuti ciascuna andato in onda nel 1999 sulla Nippon Television; con la partecipazione, tra gli altri, dell'allora appena quattordicenne Tomohisa Yamashita e del futuro membro dei KAT-TUN Jin Akanishi.
Gli episodi son stati poi modificati per la loro pubblicazione in DVD, è stato infine adattato in videogioco per la playStation 2 nel 2008.
Si tratta d'una commedia scolastica che racconta le avventure d'un gruppo di studenti di terza liceo.

## Trama
Taira è un ragazzo dal volto dolce ed effeminato, più basso di statura rispetto alla media, e che per tal ragione viene spesso e volentieri scambiato per una bella ragazza da parte di chi non lo conosce. Takaoka, un senpai del club sportivo, appena lo vede cade immediatamente innamorato, e continua parimenti ad esserlo anche dopo ch'è venuto a sapere che in realtà si tratta d'un maschio.
Banri è il migliore amico di Taira e, nel suo ruolo di seduttore esperto qual è già, si presta ad aiutarlo per farlo uscir dal limbo in cui si trova; finalmente Taira riuscirà a farsi apprezzar davanti alle ragazze anche in un ruolo più mascolino del solito.
Makoto e Hinaki sono anch'esse parte del gruppo, ed entrambe più o meno segretamente innamorate di Taira, il quale nel prosieguo della storia si avvicinerà sempre più ad Hinaki: riuscirà prima della fine dell'anno scolastico a dichiarare i propri sentimenti amorosi alla ragazza?

## Interpreti e personaggi
La storia viene presentata da Hideaki Takizawa, che ne fa un breve riassunto all'inizio d'ogni episodio.
- Tomohisa Yamashita è Taira "Hei" Amano
- Masaki Aiba è Banri Kusaka
- Kazue Fukiishi è Makoto Sagami
- Aki Maeda è Hinaki Ichinose
- Yoichi Furuya è Eitatsu Hanashimada
- Yuzuru Takahashi è Torao Takaoka
- Jun Hasegawa  è Mishima
- Ryota Uesato è Baba
- Yūichi Nakamaru è Kasuga
- Jin Akanishi è Kimura Hisashi